# Béla Ier
Pour les articles homonymes, voir Béla.
Béla Ier Árpád dit Béla le Bison ou Béla le Champion, né vers 1015/1020, décédé le 11 septembre 1063, inhumé à Szekszárd (Hongrie), second fils de Vazul (ou Basile) Árpád et d’une femme de la famille Tátony, fut roi de Hongrie du 6 décembre 1060, jour de son couronnement, au 11 septembre 1063.

## Biographie
Pendant le règne d'Étienne de Hongrie la mort du prince héritier Imre met en péril la survie de l'État chrétien créé par son père. Le principal prétendant au trône est le cousin du roi, Vazul,  que beaucoup soupçonnaient de ne pas avoir entièrement renoncé au paganisme,. Selon les Annales d'Altaich, Étienne repousse les revendications de son cousin et désigne comme successeur son neveu, Pierre Orseolo. La même source ajoute que Vazul est capturé et aveuglé pour l'empêcher de devenir roi tandis que ses trois fils, Levente, André et Béla, sont expulsés de Hongrie. Les trois frères doivent se réfugier auprès du roi de Pologne Mieszko II de Pologne. Plus tard, ses frères Levente et André se rendent à Kiev, alors que Béla rejoint l’armée de Mieszko II de Pologne. Alors que les Poméraniens se préparaient à envahir la Pologne, ils proposent un « combat de champions » pour éviter la bataille. Béla est volontaire et gagne le combat singulier. Lorsque le roi Mieszko II apprend son identité, il lui offre sa fille en mariage. Lorsque son frère André Ier accède au trône de Hongrie en 1046 il lui confie le gouvernement des régions de Nitra (actuelle Slovaquie) et de Bihar (entre les actuelles Hongrie et Roumanie) soit environ 1/3 du pays.

### Règne
En conflit avec son frère le roi André Ier, il obtient l'appui de la Pologne pendant que son frère reçoit celui de l'Empire germanique qui envoie une armée commandée par le margrave de Misnie Guillaume de Weimar et  le margrave d'Autriche Ernest de Babenberg. Les forces des deux partis s'affrontent en 1060 dans le domaine de Béla à l'est de la Tisza. Ce dernier soutenu par une majorité de Hongrois est victorieux. L'armée d'André est mise en fuite et le roi capturé devant Moson qui avait fermé ses portes. André meurt en captivité  dans le château de Zirc et il est inhumé dans sa fondation l'abbaye de Tihany. Béla est couronné roi à la fin de 1060.
Béla fonde un monastère à Szekszárd. Afin de désamorcer les tensions avec l'Empire où Salomon le fils d'André s'était réfugié, Béla libère les aristocrates allemands capturés lors des combats et fiance même sa fille Sophie avec Guillaume de Weimar. Il dépêche également une ambassade au cours de l'été 1063 pour protester de son innocence dans l'éviction de Salomon et promet de lui restituer le trône. la régente Agnès de Poitiers agissant pour le compte de son fils Henri IV décide néanmoins d'entrer en guerre et demande au duc de Bavière Otton de Nordheim de se mettre en marche en septembre 1063. Entretemps Béla Ier est victime d'un accident dans son château de Dömös où il est grièvement blessé par l'effondrement d'un trône. Il meurt le 11 septembre 1063 et il est inhumé à Szekszárd. Ses fils voyant qu'ils ne peuvent s'opposer au retour de leur cousin Salomon soutenu par les Allemands se réfugient en Pologne.

## Union et postérité
Béla Ier épouse Richezza (Ryksa, 1013–1075), fille du roi Mieszko II de Pologne de la maison Piast, dont il a huit enfants :
- Géza Ier (mort en 1077), roi de Hongrie ;
- Lanka (morte en 1095), épouse avant 1064 Rostislav Vladimirovitch de Rostov, Novgorod († 3 février 1067) ;
- Sophie de Hongrie (morte en 1095), d'abord fiancée à Guillaume de Weimar, margrave de Misnie, elle épouse en 1062 le neveu du précédent, Ulrich Ier de Weimar-Orlamünde, margrave d'Istrie et de Carniole, puis en 1071 le duc Magnus Ier de Saxe ;
- Ladislas Ier (1048–1095), roi de Hongrie ;
- princesse anonyme rebaptisée Maria à Byzance épouse en 1068 le prince Andronic Dukas (mort vers 1077), fils de l'empereur byzantin Constantin X et co-empereur associé avec son frère Michel VII ;
- Lambert (mort en 1095), duc en Hongrie ;
- Euphémie de Hongrie (morte en 1111), épouse vers 1066 Othon de Bohême, prince d'Olomouc en Moravie ;
- Hélène de Hongrie (morte après 1091), épouse Dmitar Zvonimir, roi de Croatie.

Le roi a également une fille illégitime par une maîtresse inconnue :
- fille anonyme épouse Lambert comes Hont-Pázmány († 1132).

## Sources
Cet article comprend des extraits du Dictionnaire Bouillet. Il est possible de supprimer cette indication, si le texte reflète le savoir actuel sur ce thème, si les sources sont citées, s'il satisfait aux exigences linguistiques actuelles et s'il ne contient pas de propos qui vont à l'encontre des règles de neutralité de Wikipédia.
- Gyula Kristó Histoire de la Hongrie Médiévale Tome I le Temps des Árpáds Presses Universitaires de Rennes (2000)  (ISBN 2-86847-533-7).
- Henry Bogdan Histoire de la Hongrie Presses universitaires de France, Paris 1966 Que sais-je ? no 678.
- Miklós Molnár Histoire de la Hongrie, Tempus Perrin (1 septembre 2004)  (ISBN 2262022380).
- (en) György Györffy (trad. du hongrois), King Saint Stephen of Hungary, New York, Atlantic Research and Publications, 1994, 213 p. (ISBN 0-88033-300-6).
- (en) László Kontler, Millennium in Central Europe : A History of Hungary, Atlantisz Publishing House, 1999 (ISBN 963-9165-37-9).